# Det store Luftrøveri
Det store Luftrøveri er en amerikansk stumfilm fra 1919 af Jacques Jaccard.

## Medvirkende
- Ormer Locklear som Larry Cassidy
- Allan Forrest som Wallie Mason
- Ray Ripley som Chester Van Arland
- Francelia Billington som Beryl Caruthers
- Carmen Phillips som Viola Matthews